# Johan Verstrepen
Johan Verstrepen (Herentals, 21 ottobre 1967) è un ex ciclista su strada belga, professionista dal 1990 al 2006.

## Palmarès

### Strada
- 1988 (Dilettanti, una vittoria)

2ª tappa Tour de la Province de Liège (Spa > Oreye)
- 1989 (Dilettanti, tre vittorie)

3ª tappa Circuit Franco-Belge (Orroir > Kluisbergen)
1ª tappa - parte b Tour du Hainaut Occidental (Boussu > Hornu)
Classifica generale Tour du Hainaut Occidental
- 1992 (GB-MG Maglificio, una vittoria)

Grote Prijs Briek Schotte
- 1999 (Lampre-Daikin, una vittoria)

3ª tappa Étoile de Bessèges (Alès > Allègre-les-Fumades)
- 2006 (Landbouwkrediet-Colnago, una vittoria)

GP Gemeente Kortemark

#### Altri successi
- 1987 (Dilettanti)

Vaux-Eupen-Vaux
- 1988 (Dilettanti)

Criterium Denderhoutem
- 1994 (Collstrop-Willy Naessens)

GP Lanssens Crelan
Grote Prijs Raf Jonckheere
- 1995 (Vlaanderen 2002-Eddy Merckx)

Criterium Moorsele
- 1997 (Vlaanderen 2002-Eddy Merckx)

Wingene Koers
- 1998 (Vlaanderen 2002-Eddy Merckx)

Mosselkoers-Houtem-Vilvoorde
Grote Geteprijs
- 2005 (Landbouwkrediet-Colnago)

Izegem Koers
- 2006 (Landbouwkrediet-Colnago)

Criterium Laakdal

## Piazzamenti

### Grandi Giri
- Giro d'Italia

2003: 94º
2004: 94º
- Tour de France

1999: ritirato (12ª tappa)
2001: 130º
- Vuelta a España

1992: 135º
2002: ritirato (11ª tappa)

### Classiche monumento
- Milano-Sanremo

1999: 101º
2000: 170º
2003: ritirato
- Giro delle Fiandre

1992: 112º
1993: 70º
1995: 48º
1999: 49º
2000: ritirato
2001: ritirato
2002: ritirato
2003: ritirato
2004: 117º
2005: 97º
2006: ritirato
- Parigi-Roubaix

1993: 37º
1999: 59º
2000: 59º
2001: 47º
2002: ritirato
2003: ritirato
2004: 86º
2005: 32º
2006: ritirato
- Liegi-Bastogne-Liegi

1999: ritirato
2001: ritirato
2003: ritirato
2004: ritirato
2005: ritirato
2006: ritirato
- Giro di Lombardia

1990: 74º

### Competizioni mondiali
- Campionati del mondo

Chambéry 1989 - In linea Dilettanti: 30º